# Lo Pardal Roquer
David Esterri i Carrasquer (Alpicat, 1970), més conegut artísticament com a Lo Pardal Roquer, és un músic, compositor i pedagog català, fill del músic «Lo Pardal Vell». És un multiinstrumentista notable: violí, viola, guitarra, contrabaix i tres cubà.

## Biografia
Amant de la música clàssica i el jazz, va cursar estudis de viola, harmonia, contrapunt i fuga al Conservatori i Escola Municipal de Música de Lleida, obtenint el grau professional de música. És també llicenciat en Geografia i Història per la Universitat de Lleida. Actualment és professor de secundària a l'Institut Màrius Torres de Lleida i de violí a l'Aula de Música Tradicional del conservatori de Lleida.
Influït pel rock and roll dels anys 1950 i el rockabilly en particular, una de les peces del seu primer disc homònim en solitari, «El cant dels pardals», una particular revisió de la cançó tradicional catalana que Pau Casals va popularitzar, fou inclosa en la recopilació Pop-rock de Catalunya, una selecció realitzada per l'Institut Català de les Indústries Culturals per a promoure la música catalana en fires i mercats internacionals.
Com a compositor, ha compost música de cambra editada per l'editorial La mà de Guido, una òpera, una cantata i diverses sardanes, dues d'elles premiades al XV Certamen Ciutat de Mollet de Sardanes i Música per a Cobla, celebrat l'estiu del 2009, on va guanyar el primer premi per la sardana Aurembiaix i un accèssit per Camins i rierols. El 2010 va estrenar una obra simfònica sobre el Cant de la Sibil·la a la Seu Vella de Lleida, i també és l'autor de l'òpera infantil La gàbia daurada i la cantata Rostres.
La seva cançó «Sóc de l'oest» va popularitzar-ne la carrera ja que és considerada com un himne no oficial de Ponent. La cançó ha estat versionada per grups com La Pegatina, Obrint Pas, Pastorets Rock o Quatre Vents, i compilada pel crític Jordi Bianciotto al llibre 501 cançons catalanes que has d'escoltar abans de morir.

## Obra publicada

### Composicions
- El cant de la Sibil·la a la Seu Vella de Lleida, obra simfònica
- La gàbia daurada, òpera infantil
- Rostres, cantata
- Aurembiaix i Camins i rierols, sardanes premiades al concurs de Mollet del Vallès.
- Insomnis per a piano.
- Quartet pentatònic amb flauta.
- Quartet autoexorcisme.
- Duniazad, poema simfònic dedicat a l orquestra Julià Carbonell de les terres de ponent.
- Memòria i Oblit. Reflexions musicals per a instruments de corda sobre la memòria històrica de la Guerra Civil (2010), quatre monòlegs i quatre diàlegs per a quatre instruments de corda que reflexiona sobre el remordiment, l'oblit, el record, la memòria i l'amnèsia, obra encarregada per la Universitat de Lleida.[12]

## Discografia
Lo Pardal Roquer ha gravat més de 40 discos amb artistes com ara Xavier Baró, El Gitano de Balaguer, El Fill del Mestre, Angelot i Carles Juste lo Beethoven. A voltes també col·labora amb Carles Belda i el conjunt Badabadoc i, juntament amb la cantautora Meritxell Gené, també va participar en el disc Musiquetes per la Bressola.
| • Lo Pardal Roquer Vol. 1 (2005) |
| -------------------------------- |
| (Satchmo Records)                |

| • Ruc-a-billy & Cat Music Vol. 2 (2007) |
| --- |
| (Discmedi Blau DM 4283 02) 1. Preludi: La condemna 2. Ruc-a-billy & Cat Music 3. Sóc de L'oest 4. Indi 5. El viatge del Miquelet 6. Tinc un problema 7. Bugui-bugui 8. Bons xavals 9. Interludi: Cançó del Raier 10. Tren regional 11. Punk Rocker 12. Col·leccions 13. Amor de Déu 14. Record infinit 15. El bo, El maixant i El lleig 16. Baixant per la font del gat 17. Postludi: Garrotín vell |

| • Rocksterri Vol.3 (2008) |
| --- |
| (Discmedi Blau DM 4542 02) 1. Preludi: La creu 2. Voodoo blues 3. Com et dius? 4. Quan et moris 5. El retorn del Miquelet 6. La torre de l'Oncle Tom 7. Te'n vas anar 8. Dies de gloria 9. Interludi: La presó de Lleida 10. Simó del desert 11. Missatge 12. Metaplasma 13. Cucanyes per la mainada 14. Tinc colagró 15. Xavacano 16. Semen retentum 17. Postludi: El castell del Figueró |

| • Röckerdämmerung Vol. 4 (2009) |
| --- |
| 1. Preludi: La Mort 2. Insectes i flors 3. Sonet-1 4. És tan fàcil 5. La Mort del Miquelet 6. Lo Joc del Palet 7. Le Grand Davî Eterî 8. Per què te'n vas? 9. Interludi: El virolai 10. Insectes i flors #2 11. L'Oració del guerrer 12. Pagliacci 13. Breu història del Cristianisme 14. Copa d'or 15. Muntanyes i valls 16. Mosques mortes 17. Postludi: Redempció |

| • Danses Primitives Vol. 5 (2010) |
| --- |
| 1. Pardal Z 2. Dansa fàl·lica 3. Visca la terra! 4. Dona 5. Nadó 6. Ponent 2 7. Pa sec 8. Country day 9. En el «i tu què?» 10. Decadent 11. Anatomia d'una cançó 12. Surfin' pardal 13. Pardal Z |

| • Nyaposil (2019)         |
| ------------------------- |
| (Satchmo Records (vinil)) |

| • A night in the Dark Valley (2022) |
| ----------------------------------- |
| (Nus Record Company)                |